# خوزه لوئیس توره‌گراسو
خوزه لوئیس توره‌گراسو (اسپانیایی: José Luis Torregrosa‎؛ ۴ دسامبر ۱۹۴۴ – ۵ نوامبر ۲۰۰۷) خواننده، تهیه‌کننده موسیقی، موسیقی‌دان و آهنگساز اهل اسپانیا بود. او با هنرمندان زیادی از جمله خولیو ایگلسیاس، سالواتور آدامو، نینو براوو و ماسیل همکاری داشت. فعالیت حرفه‌ای او در سال ۱۹۹۶ پس از ابتلا به سرطان حنجره پایان یافت؛ او بعدها بر اثر سرطان ریه درگذشت.
از فیلم‌ها یا مجموعه‌های تلویزیونی که وی در آن‌ها نقش داشته‌است، می‌توان به صبح بخیر، کنتس کوچک اشاره نمود.